# Episodi di Law & Order - Unità vittime speciali (settima stagione)

Il cast principale durante la settima stagione:
Diane Neal (Casey Novak), B. D. Wong (Dott. George Huang), Dann Florek (Cap. Donald Cragen), Christopher Meloni (Det. Elliot Stabler), Mariska Hargitay (Det. Olivia Benson), Ice-T (Det. Odafin Tutuola), Tamara Tunie (Melinda Warner) e Richard Belzer (Det. John Munch).

La settima stagione della serie televisiva Law & Order - Unità vittime speciali, composta da 22 episodi, è stata trasmessa in prima visione negli Stati Uniti dalla NBC dal 20 settembre 2005 al 16 maggio 2006.
In Italia è stata trasmessa in prima visione da Fox Crime dal 5 maggio al 14 luglio 2006 , e in chiaro da Rete 4 dal 20 ottobre al 17 novembre 2007 (saltando 12 episodi trasmessi successivamente).
| nº | Titolo originale | Titolo italiano       | Prima TV USA      | Prima TV Italia |
| -- | ---------------- | --------------------- | ----------------- | --------------- |
| 1  | Demons           | Demoni                | 20 settembre 2005 | 5 maggio 2006   |
| 2  | Design           | Il piano              | 29 settembre 2005 | 5 maggio 2006   |
| 3  | 911              | Corsa contro il tempo | 4 ottobre 2005    | 12 maggio 2006  |
| 4  | Ripped           | L'aggressione         | 11 ottobre 2005   | 12 maggio 2006  |
| 5  | Strain           | Il contagio           | 18 ottobre 2005   | 19 maggio 2006  |
| 6  | Raw              | La folle guerra       | 1º novembre 2005  | 19 maggio 2006  |
| 7  | Name             | Senza nome            | 8 novembre 2005   | 26 maggio 2006  |
| 8  | Starved          | Appuntamenti al buio  | 15 novembre 2005  | 26 maggio 2006  |
| 9  | Rockabye         | Ninna nanna           | 22 novembre 2005  | 2 giugno 2006   |
| 10 | Storm            | L'uragano             | 29 novembre 2005  | 2 giugno 2006   |
| 11 | Alien            | Alienazioni           | 6 dicembre 2005   | 9 giugno 2006   |
| 12 | Infected         | Il virus delle armi   | 3 gennaio 2006    | 9 giugno 2006   |
| 13 | Blast            | L'attacco             | 10 gennaio 2006   | 16 giugno 2006  |
| 14 | Taboo            | Baby killer           | 17 gennaio 2006   | 16 giugno 2006  |
| 15 | Manipulated      | La manipolatrice      | 7 febbraio 2006   | 23 giugno 2006  |
| 16 | Gone             | Sparita               | 28 febbraio 2006  | 23 giugno 2006  |
| 17 | Class            | Classe                | 21 marzo 2006     | 30 giugno 2006  |
| 18 | Venom            | Veleno                | 28 marzo 2006     | 30 giugno 2006  |
| 19 | Fault            | Senso di colpa        | 4 aprile 2006     | 7 luglio 2006   |
| 20 | Fat              | Grassi                | 2 maggio 2006     | 7 luglio 2006   |
| 21 | Web              | Web                   | 9 maggio 2006     | 14 luglio 2006  |
| 22 | Influence        | Disturbo bipolare     | 16 maggio 2006    | 17 luglio 2006  |

## Demoni
- Titolo originale: Demons
- Diretto da: David Platt
- Scritto da: Amanda Green

### Trama
Vent'anni dopo essere stato condannato per lo stupro di un'adolescente, Ray Schenkel viene rilasciato con grande sgomento del detective in pensione William Dorsey. Quando un'adolescente viene violentata lungo il percorso per andare a casa di Schenkel, Stabler va sotto copertura come molestatore sessuale recentemente rilasciato sulla parola, in modo da poter entrare nello stesso gruppo di terapia di Schenkel e nello stesso centro di accoglienza. Cragen è preoccupato che Stabler possa perdere la testa.
- Guest star: Robert Patrick (Ray Schenkel), Robert Walden (William Dorsey).

## Il piano
- Titolo originale: Design
- Diretto da: David Platt
- Scritto da: Lisa Marie Petersen

### Trama
Benson salva dal suicidio una donna di nome April Troost, che poi accusa il dottor Barclay Pallister, un medico inventore di un innovativo metodo di cremazione, di averla violentata e messa incinta. Nel corso del processo April muore in un incidente, facendo sentire Benson responsabile della sua morte. Tuttavia non passa molto tempo prima che gli investigatori scoprano che l'incidente è stato inscenato, e anche che Barclay Pallister non è stato l'unico uomo di April e che nessuno ricorda di aver dormito con lei. La squadra si rende conto che Troost non era una vittima, visto che aveva chiesto 500.000 dollari al dottore e altri soldi a diverse coppie per una adozione. Intanto fa visita al distretto la madre di April, Lorraine Dillon. La loro indagine li porta quindi dai potenziali genitori che stavano cercando di adottare il nascituro agli uomini, ben 34, che April ha drogato e avvicinato alla banca del seme in cui lavorava, che finisce al centro del caso. Il primario della clinica sta portando avanti folli esperimenti di Eugenetica, ed è anche il padre di April. 
- Guest star: Estella Warren (April Troost), Julian Sands (Dr. Barclay Pallister), Lynda Carter (Lorraine Dillon).
- Nota: L'episodio è la prima parte di crossover con serie madre Law & Order che si conclude con l'episodio 16x02 intitolato Inganni.

## Corsa contro il tempo
- Titolo originale: 911
- Diretto da: Ted Kotcheff
- Scritto da: Patrick Harbinson

### Trama
Benson sta uscendo per la sera quando arriva al 911 una telefonata da una bambina di nome Maria, che dice di essere tutta sola in una stanza chiusa a chiave. Il Call Center della polizia passa subito la chiamata all' Unità. La bambina chiede aiuto, sostenendo di essere tenuta in ostaggio, ma la squadra deve tenerla in linea per rintracciarla.  Mentre cerca di rintracciare la piccola, Benson scopre sempre più particolari sulla vita della bambina. Sebbene gli altri agenti inizino a sospettare che si tratti di uno scherzo malato, Benson è convinta che la bambina stia dicendo la verità. Parlando con Maria, Benson è in grado di scovare abbastanza informazioni per trovare un punto di partenza, ma il rapitore di Maria ha un'affinità per l'elettronica e ha fatto tutto il possibile per assicurarsi che nessuno possa trovare la bambina che ha comprato e pagato.
- Special Guest Star: Chandra Wilson (Rachel Sorannis) e Christopher Evan Welch (rapitore di Maria).

## L'aggressione
- Titolo originale: Ripped
- Diretto da: Rick Wallace
- Scritto da: Jonathan Greene

### Trama
Sulla scia di una brutale aggressione a una studentessa delle superiori, il detective Stabler scopre che il principale sospettato non è altro che il figlio adolescente del suo ex partner. Dopo ulteriori indagini, scopre che gli steroidi anabolizzanti sono la causa principale del comportamento violento del giovane sospettato e della stessa aggressività del padre. Anche Stabler perde il controllo e non sa perché. Sua moglie è via da più di un anno e lui si sente come se avesse perso tutto. Dice che Kathy se n'è andata perché si era stancata che lui fosse sempre arrabbiato. Va dal dottor Hendrix perché sentiva di non avere nessun altro posto dove andare. Il dottore analizza perché è in queste condizioni e lo fa aprire. Stabler parla così del suo matrimonio fallito, della sua infanzia, dell'ammirazione per il suo padre poliziotto e finalmente si apre.
- Guest star: Paul Wesley (Luke Breslin), Noah Emmerich (agente Pete Breslin).

## Il contagio
- Titolo originale: Strain
- Diretto da: Constantine Makris
- Scritto da: Robert Nathan

### Trama
La scoperta dei corpi di due giovani gay, entrambi tossicodipendenti e vittime di un nuovo ceppo di AIDS, detto Killer, che può uccidere le sue vittime in meno di un anno, porta a un'indagine. Tutuola, grazie alla lista ospiti di un locale frequentato dalle vittime, scopre che suo figlio, Ken, è gay e ha difficoltà ad accettarlo, anche se lui e Benson finiscono per chiedere aiuto a Ken per infiltrarsi in un gruppo di ragazzi impegnati contro la diffusione del virus. Il leader del gruppo, Gabriel, diventa presto il loro principale sospettato quando la squadra si rende conto che i due uomini sono morti perché hanno trasmesso la malattia.
- Guest star: Ernest Waddell (Ken Randall), CCH Pounder (avvocatessa Carolyn Maddox), Paula Garcés (agente speciale C.S.U. Millie Vizcarrondo).

## La folle guerra
- Titolo originale: Raw
- Diretto da: Jonathan Robert Kaplan
- Scritto da: Dawn DeNoon

### Trama
Dopo che un bambino di sei anni è morto in una sparatoria a scuola, gli investigatori fanno risalire la pistola usata al negozio di armi di un suprematista bianco. Munch e Tutuola affrontano entrambi l'odio e il pregiudizio dei principali sospettati nel caso, ma la loro indagine li porta presto dall'uomo che ha premuto il grilletto al proprietario del negozio di armi, che non fa mistero del suo odio per chiunque non sia bianco.
- Guest star: J.C. MacKenzie (Brian Ackerman), Cody Kasch (Kyle Ackerman), Marcia Gay Harden (Star Morrison / agente FBI Dana Lewis), Paula Garcés (agente speciale C.S.U. Millie Vizcarrondo).

## Senza nome
- Titolo originale: Name
- Diretto da: David Platt
- Scritto da: Michele Fazekas

### Trama
Le ossa di un ragazzo scomparso nel 1978, anno desunto da un giocattolo di latta di Battlestar Galactica, sono state trovate in un parco giochi. Stabler, ancora visibilmente in via di guarigione da una recente ferita da arma da fuoco, si allea con l'agente speciale Millie Vizcarrondo della Crime Scene Unit per determinare l'identità del ragazzo, il che li porta a un vecchio caso di quattro ragazzi portoricani scomparsi che non sono mai stati trovati.
- Guest star: Paula Garcés (agente speciale C.S.U. Millie Vizcarrondo).
- Curiosità: l'indagine riguarda un caso irrisolto, quello che in gergo è definito Cold Case.

## Appuntamenti al buio
- Titolo originale: Starved
- Diretto da: David Platt
- Scritto da: Lisa Marie Petersen

### Trama
Dopo che un servizio di incontri è collegato a tre stupri, Olivia va sotto copertura per scovare lo stupratore e incontra Mike Jergens, un chirurgo a cui piace controllare le donne della sua vita. Gli investigatori vengono presto condotti dalla sua ragazza, Cora Kennison, ma poco dopo aver testimoniato all'udienza, Cora sposa Mike. Dopo che Cora ha tentato il suicidio, Mike combatte contro sua madre, Virginia, per staccarle il tubo di alimentazione.

## Ninna nanna
- Titolo originale: Rockabye
- Diretto da: Peter Leto
- Scritto da: Patrick Harbinson

### Trama
Quando la sedicenne Lauren Westley perde il figlio non ancora nato a causa di un grave pestaggio addominale, l'insistenza di suo padre sul fatto che Lauren sia stata violentata porta gli investigatori dal padre del bambino, ma non passa molto tempo prima che gli investigatori si rendano conto che Lauren era una parte attiva nel suo stesso pestaggio, e i due adolescenti avevano ritenuto necessario fare ciò che avevano fatto perché la clinica per aborti continuava a rimandare la richiesta di appuntamento di Lauren. Novak affronta un duro avversario nel suo stesso ufficio quando lei e Branch non sono d'accordo sull'azione appropriata da intraprendere contro Wayne Mortens, il fidanzato della ragazza. 

## L'uragano
- Titolo originale: Storm
- Diretto da: David Platt
- Scritto da: Neal Baer e Amanda Green

### Trama
Quando un'adolescente e sua sorella minore finiscono in ospedale dopo una giornata al parco, gli investigatori scoprono che entrambe le ragazze sono state rapite da New Orleans dopo l'uragano Katrina insieme a una terza sorella che è ancora scomparsa. Nonostante l'interferenza di un giornalista locale, Jackson Zane, gli investigatori sono in grado di catturare il rapitore, un noto pedofilo, e recuperare la ragazza scomparsa, ma quando Alvin Dutch muore e l'autopsia determina che si tratta di antrace, Benson rimette tutto in gioco per scoprire la verità. L'intervento dell'FBI complica tutto.
- Guest star: Keke Palmer (Tasha Wright), John Schuck (Supervisore Capo Muldrew).

## Alienazioni
- Titolo originale: Alien
- Diretto da: Constantine Makris
- Scritto da: Jose Molina

### Trama
Dopo che il giovane Sean Hamill è stato pugnalato alla schiena nel cortile della scuola, gli investigatori vengono condotti da Charlie Monaghan, il ragazzo più grande che in precedenza aveva avuto problemi con Hamill, ma non passa molto tempo prima che la loro attenzione si rivolga alla sorellastra di Monaghan, Emma Boyd. Hamill tormentava la bambina da mesi perché aveva due madri. Dopo aver ottenuto un buon affare per la parte di Emma, Benson e Stabler vengono sconvolti quando i nonni biologici di Emma accusano Zoe, che non aveva mai adottato Emma legalmente, di aver molestato sessualmente la bambina, e le prove sembrano supportare le loro affermazioni.
- Guest star: Paula Garcés (agente speciale C.S.U. Millie Vizcarrondo).

## Il virus delle armi
- Titolo originale: Infected
- Diretto da: Michelle MacLaren
- Scritto da: Michele Fazekas e Tara Butters

### Trama
Monica Phelps viene trovata morta nel suo appartamento, suo figlio Nathan nascosto nell'armadio dietro il suo corpo. Gli investigatori collegano presto la morte di Monica al filantropo Ted Carthage, che gestisce un'organizzazione dedicata ad aiutare le persone a uscire dalla strada. Benson è certa che Carthage sia l'assassino, ma un identikit impreciso di Nathan lo rimette in libertà. Dopo che Nathan ha ucciso lui stesso Carthage, Sophie Devere sostiene che Nathan abbia commesso l'omicidio perché ha visto Carthage sparare a sua madre, cosa che ai produttori di armi. Casey che infondo non vuole processare un bambino esattamente come il giudice che ritiene che non sia giusto mettere sotto processo un bambino che ha subito uno shock per aver visto la madre morire per colpa di un farabutto senza scrupoli di cui si era successivamente vendicato uccidendolo. Con l'aiuto di Sophie con uno stratagemma sia Casey che il giudice fanno si che il processo sia nullificato rendendo di conseguenza libero il piccolo che viene adottato grazie a Olivia.

## L'attacco
- Titolo originale: Blast
- Diretto da: Peter Leto
- Scritto da: Amanda Green

### Trama
La squadra indaga quando un giorno la piccola Carly Hunter scompare mentre torna a casa da scuola. Durante l'elaborazione delle prove trovate sulla scena, la Warner si rende conto che la bambina ha la leucemia e devono riportarla a casa il prima possibile per iniziare il trattamento. Nonostante la consegna del riscatto sia andata storta, gli investigatori riescono a trovare la bambina grazie alle prove che O'Halloran trova sulla scena, ma mentre racconta la sua storia a Stabler e sua madre, diventa presto chiaro che il suo rapitore è qualcuno di molto vicino a casa. Stabler e Warner finiscono per diventare ostaggi quando il rapitore si avvicina direttamente a Jake Hunter.
- Guest star: Mike Doyle (tecnico forense Ryan O'Halloran), Shawn Reaves (Daniel Hunter).

## Baby killer
- Titolo originale: Taboo
- Diretto da: Arthur W. Forney
- Scritto da: Dawn DeNoon

### Trama
Quando un neonato viene trovato tra i rifiuti, gli investigatori Benson e Stabler usano una maglietta trovata sulla scena per far risalire il crimine a una studentessa universitaria benestante. La ragazza si rivela responsabile del tentato infanticidio e che in passato aveva già avuto un figlio di cui era sospettata della morte in quanto trovato morto in una discarica anche se la ragazza afferma che il bimbo era nato morto ma la squadra non le crede capendo che è una serial killer infanticida scoprendo inoltre che ha avuto in segreto una relazione incestuosa col proprio padre e che i bambini erano frutto dell'incesto col padre. La ragazza viene processata per il tentato infanticidio tuttavia viene dichiarata pazza e rinchiusa in un ospedale psichiatrico. Olivia la va trovare e la ragazza rivela che il motivo per cui si comporta così è perché è stata sempre disprezzata da sua madre perché non la considerava neanche in quanto rivedeva in lei il marito che detestava di conseguenza la ragazza provava disprezzo per i suoi stessi figli che vedeva come un fastidio per se stessa e alla sua relazione incestuosa col padre. Olivia riesce però a incastrarla per il primo delitto in quanto la ragazza nel suo delirio rivela di aver ucciso il figlio per liberarsene e poiché è stata solo processata per il tentato infanticidio può essere nuovamente processata ma stavolta per l'infanticidio del figlio. Successivamente Olivia se né va lasciando sola la folle assassina nel suo delirio. Il padre della ragazza inoltre non ha mai saputo dei figli nati dalla relazione e tantomeno degli infanticidi commessi dalla figlia e l'uomo afferma che se l'avesse saputo avrebbe dato ai figli una casa e una famiglia. Olivia e Casey trovano in ospedale il padre della folle assassina che è venuto a reclamare la custodia del figlio ma Olivia e Casey glielo impediscono minacciando di arrestarlo e l'uomo cede andandosene sconfitto. Olivia riporta il bimbo nella stanza per farlo poi adottare da una famiglia migliore.
- Guest star: Schuyler Fisk (Ella Christiansen), Annie Golden (Varla), Zeljko Ivanek (Everett Drake).

## La manipolatrice
- Titolo originale: Manipulated
- Diretto da: Matt Earl Beesley
- Scritto da: Jose Molina

### Trama
Dopo che viene trovato il corpo di Vicky Riggs, Benson e Stabler indagano sulla sua vita privata e scoprono che oltre ad essere un avvocato rispettato, era anche una spogliarellista. Una foto di sorveglianza li porta da Linus McKellen, il marito del suo capo, che aveva anche una relazione con lei. Non ci sono prove sufficienti per dimostrare che abbia ucciso Vicky, ma quando anche la collega di Vicky al club, Josie Post, viene trovata assassinata, il DNA dimostra che lo sperma di McKellen si trovava nel suo corpo, nonostante la convinzione della moglie Tessa che lui non ucciderebbe mai qualcuno. Il sospetto si accende sulla stessa Tessa una volta che gli investigatori interrogano l'unico uomo che sembra essere in grado di aver commesso gli omicidi.
- Guest star: Rebecca De Mornay (Tessa McKellen), Chris Potter (Linus McKellen).

## Sparita
- Titolo originale: Gone
- Diretto da: George Pattison
- Scritto da: Jonathan Greene

### Trama
Doug Waverly e Nick Pratt sono accusati di stupro e omicidio per la scomparsa della studentessa canadese Jennifer Durning dopo che il cugino di Nick, Jason King, afferma che mentre aveva avuto rapporti sessuali con lei quella notte, gli altri due l'hanno violentata. Un pelo pubico porta Novak da Keith Willis, un ubriacone che è stato pagato dai ragazzi per far uscire Jennifer dall'hotel e che in seguito ha visto i ragazzi rapirla, ma Willis non è in grado di testimoniare poiché la sua mente è compromessa dopo anni di abuso di alcol. Nel frattempo Jason King scompare. Sebbene siano in grado di trovare una cimice nell'ufficio di Donnelly, non sono in grado di provare che sia stata messa lì da Pratt o Waverly. Il giudice Donnelly è costretto ad archiviare il caso contro i due ragazzi poiché non c'è caso senza la testimonianza di Jason.
- Guest star: Fred Dalton Thompson (procuratore distrettuale Arthur Branch).

## Classe
- Titolo originale: Class
- Diretto da: Aaron Lipstadt
- Scritto da: Paul Grellong

### Trama
Dopo che il corpo di Carolyn Pereira è stato scaricato in un'area frequentata da prostitute, Stabler e Tutuola si rendono presto conto che aveva molti più soldi di quanto avrebbe dovuto avere una studentessa con problemi economici e scoprono che era coinvolta nel mondo del gioco d'azzardo online e del poker ad alto rischio. I sospetti includono Gloria Culhane, la coinquilina che si è ritrovata con l'anello molto costoso che Caroline ha rubato a un atleta famoso, Roddy Franklin, l'atleta famoso a cui è stato preso l'anello da Caroline, e Adam Halder, il migliore amico d'infanzia di Caroline che si è rivelato essere il suo supporto durante le sue incursioni di gioco online. Stabler fa un appello speciale per Halder, sentendosi come se lui e il giovane avessero qualcosa in comune, perché entrambi erano ragazzi dalla parte sbagliata che avevano a che fare con ragazzi ricchi che li trattavano come immondizia.

## Veleno
- Titolo originale: Venom
- Diretto da: Peter Leto
- Scritto da: Judith McCreary

### Trama
Ken chiama Benson per chiedere aiuto dopo essere stato arrestato in un vicolo in piena notte. Afferma che stava cercando un corpo, dopo aver sentito un uomo parlare di aver ucciso una donna e di aver scaricato il suo corpo mentre era al bar quella notte. Tutuola è sconvolto dal fatto che nessuno lo abbia informato ed è determinato a riabilitare il nome di suo figlio anche se Ken ottiene immediatamente il suo avvocato. Tutuola rivolge lo sguardo al cugino di Ken, Darius Parker, che era con Ken quella notte ed è stato dentro e fuori di galera per anni, e dopo che Ken ha presentato volontariamente il suo DNA per riabilitare il suo nome, viene rivelato uno scioccante legame familiare tra Darius e Ken. Darius confessa di aver ucciso la donna e il suo bambino, ma la sua confessione non è considerata valida perché nessuno aveva contattato il suo avvocato.
- Guest star: LisaGay Hamilton (Teresa Randall), Ernest Waddell (Ken Randall), Ludacris (Darius Parker).
- Nota: la storia si conclude nell'episodio 8x22 intitolato La resa dei conti.

## Senso di colpa
- Titolo originale: Fault
- Diretto da: Paul McCrane
- Scritto da: Michele Fazekas e Tara Butters

### Trama
In tutta New York scatta una caccia all'uomo quando Victor Paul Gitano, un molestatore sessuale recentemente rilasciato, rapisce due bambini dopo aver ucciso il resto della loro famiglia. Benson e Stabler perseguono Gitano solo per trovare la propria relazione messa in discussione poiché entrambi sperimentano opportunità in cui mettono la loro relazione personale prima del loro lavoro. Dopo essere quasi morta per una coltellata alla gola, Benson chiede un nuovo collega quando sente cosa Stabler ha da dire sulla loro relazione e sul loro lavoro.
- Guest star: Lou Diamond Phillips (Victor Paul Gitano).

## Grassi
- Titolo originale: Fat
- Diretto da: Juan José Campanella
- Scritto da: Patrick Harbinson

### Trama
Stabler indaga con il detective Lucius Blaine, il suo nuovo collega, su un attacco sessuale a Jessica De Lay, una ragazza di sedici anni che lavora per il Dipartimento della Salute ed è una talentuosa pianista di un liceo di Harlem. Stabler non si trova bene per i modi di fare irruenti del partner. Le indagini portano Stabler e il suo collega da un fratello e una sorella in sovrappeso che ammettono l'aggressione, affermando che si è trattato di un atto di giustizia per il loro fratello maggiore Rudi, brutalmente picchiato da Jessica e dal suo amico Tommy solo perché è obeso. Jessica De Lay e Tommy vengono arrestati, ma quando i due vengono rilasciati per mancanza di prove, Rudi Bixton si fa giustizia da solo. Seppur Rudi venga condannato per l'accaduto Elliot e Lucius decidono di andare fino in fondo alla vicenda e con l'aiuto di Olivia scoprono perché Jessica ha aggredito Rudi. Molti anni prima Jessica stessa era obesa ed era vittima di bullismo a causa della sua obesità ma poiché la sua famiglia era piena di soldi la mandarono in una scuola alimentare in cui c'era uno stretto controllo alimentare e una dieta ferrea per farla dimagrire. Seppur fosse riuscita a guarire dalla sua obesità ogni volta che Jessica vedeva una persona obesa rivedeva se stessa e i suoi terribili ricordi e così tormentava le persone obese col suo compagno. Questa volta la ragazza viene arrestata e mandata in prigione per l'aggressione fatta al ragazzo.
- Guest star: Anthony Anderson (Detective Lucius Blaine), Rooney Mara (Jessica DeLay), Paul Calderon (deputato Eric Molina), Karl Kenzler (Padre Denis).
- Nota: Anthony Anderson debutta nel franchise nel 2006 con questo personaggio, ma diventerà celebre nella serie madre Law & Order - I due volti della giustizia (Law & Order) interpretando Kevin Bernard in 60 episodi, a partire dal 2008.

## Web
- Titolo originale: Web
- Diretto da: Peter Leto
- Scritto da: Paul Grellong

### Trama
Jake Winnock, un bambino di otto anni, fa delle avances sessuali a un suo coetaneo. Stabler e Tutuola vengono chiamati a indagare sul caso e presto scoprono che il padre di Jake ha trascorso sette anni in prigione per aver molestato il fratello maggiore di Jack, Teddy. Il test del DNA scagiona il padre dall'accusa di abuso, ma implica Teddy che scompare nel nulla. Gli investigatori scoprono ben presto che Teddy gestisce un suo sito personale di pornografia su Internet. Nel frattempo, il tecnico Ruben Morales si unisce agli investigatori nella ricerca di Teddy, ma il suo senso di colpa per le molestie subite da suo nipote, che è stato violentato da un predatore online che ha incontrato usando il computer, alterano la sua capacità di giudizio quando si ritrova faccia a faccia con uno dei sospettati.
- Guest star: Dana Eskelson (signora Winnock), Connor Paolo (Teddy Winnock), Joel de la Fuente (tecnico Ruben Morales), Kate Mulgrew (Donna Geysen).

## Disturbo bipolare
- Titolo originale: Influence
- Diretto da: Norberto Barba
- Scritto da: Ian Biederman

### Trama
Dopo che Jamie Hoskins ha accusato falsamente due compagni di classe di stupro e ha investito nove pedoni con la sua auto durante un tentativo di suicidio, gli esami medici scoprono che stava assumendo farmaci per il disturbo bipolare e che ha smesso di prendere le sue pillole una settimana prima. Jamie viene accusata di omicidio e rilasciata per sua stessa ammissione dopo aver accettato di prendere le sue medicine, ma quando la rock star Derek Lord, che è ben noto per le sue opinioni negative sulla psichiatria, viene coinvolta e inizia a guidare la sua difesa, Jamie smette di nuovo di prendere i farmaci. Novak è solidale con Jamie, ma l'insistenza di Jamie nel seguire il consiglio di Derek Lord non lascia a Novak altra scelta che portare il caso in giudizio.
- Guest star: Brittany Snow (Jamie Hoskins), Norman Reedus (Derek Lord).